# Пјан ди Рока
Пјан ди Рока (итал. Pian di Rocca) је насеље у Италији у округу Гросето, региону Тоскана.
Према процени из 2011. у насељу је живело 203 становника. Насеље се налази на надморској висини од 7 м.